# Delosperma pondoense
Delosperma pondoense är en isörtsväxtart som beskrevs av L. Bol.. Delosperma pondoense ingår i släktet Delosperma, och familjen isörtsväxter. Inga underarter finns listade i Catalogue of Life.